# Митюшино (Сафоновський район)
Митюшино (рос. Митюшино) — присілок Сафоновського району Смоленської області Росії. Входить до складу Казулінського сільського поселення.
Населення — 2 особи (2007 рік). 